# Yosemite National Park and Big Trees of California
Yosemite National Park and Big Trees of California è un cortometraggio muto del 1913 diretto da J. Searle Dawley.

## Trama
Trama di Moving Picture World synopsis in (EN)  su IMDb

## Produzione
Il film fu prodotto dalla Edison Company. Venne girato in California, a Mariposa e nel Yosemite National Park.

## Distribuzione
Distribuito dalla General Film Company, il film - un cortometraggio di 115 metri - uscì nelle sale cinematografiche degli Stati Uniti il 1º gennaio 1913. Nelle proiezioni, veniva programmato con il sistema dello split reel, accorpato in un'unica bobina con un altro cortometraggio prodotto dalla Edison, la commedia How They Got the Vote.